# Mariszki czał
Mariszki czał (bułg. Маришки чал) – szczyt pasma górskiego Riła, w Bułgarii, o wysokości 2765 m n.p.m. U podnóża szczytu znajduje się źródło Maricy.